# New Relic
 (août 2022).
New Relic est une société américaine de logiciels d'analytique basée à San Francisco, fondée par Lew Cirne en 2008,. 
L'entreprise propose une application, sur le modèle du logiciel en tant que service (SaaS), permettant de surveiller les applications Web, mobiles et l'infrastructure en temps réel, qui s'exécutent dans le cloud, sur site ou sur des environnements hybrides,,. Le nom de "New Relic" est une anagramme du nom de son fondateur, Lew Cirne.

## Historique
En février 2013, New Relic a levé 80 millions de dollars auprès d'investisseurs, y compris Insight Venture Partners, T. Rowe Price, Benchmark Capital, Allen & Company, Trinity Ventures, Passeport Capital, Dragoneer, et Tenaya Capital , pour une valuation totale de 750 millions de dollars,. Le tour de financement a aidé les New Relic à étendre son logiciel de plate-forme d'analyse pour inclure les applications mobiles natives d'Android et iOS ,. En avril 2014, New Relic a levé 100 millions de dollars supplémentaire en financement, mené par BlackRock, Inc., et de Passport Capital, avec la participation de T. Rowe Price Associates, Inc. et Wellington Management. Les membres du Conseil sont Peter Fenton de Référence, Dan Scholnick de Trinity Ventures, Peter Currie de Currie Capital, Adam Messinger de Twitter, Sarah Frère de Square, et Lew Cirne. New Relic est devenue publique le 12 décembre 2014.
New Relic lance une plate-forme ouverte SaaS en juin 2013. La plate-forme est conçue pour permettre aux développeurs de déployer plus de 50 plug-ins depuis la technologie des partenaires (ou de construire leur propre) vers le tableau de bord de New Relic. Ces plug-ins permettent la connexion avec des serveurs web, de bases de données, de mise en cache ainsi que plusieurs services de PaaS. 
New Relic s'associe avec plusieurs entreprises pour réaliser des plug-ins : IBM Bluemix, Amazon Web Services, CloudBees (en), Engine Yard, Heroku, Joyent, Rackspace Hosting, et Microsoft Azure ainsi que fournisseurs de services backend d'application mobile  de services Appcelerator, Analyser, et StackMob,,,.
En janvier 2020, la société annonce l'arrivée de Bill Staples comme nouveau PDG le 14 février 2020. Il dirigera les fonctions de gestion des produits, d'ingénierie et de conception, ainsi que la stratégie de plate-forme de la société.
En juillet 2020, New Relic a annoncé une modification de son modèle de tarification qui se traduirait par un système par utilisateur dans le but de réduire la barrière à la collecte de données et de fournir une observabilité full stack sous licence par utilisateur.
En avril 2021, New Relic déclare qu'elle souhaite licencier 7 % de ses effectifs. De nouveaux plans de réductions d'effectifs sont annoncés les années suivantes, dont une nouvelle réduction de 10 % en juin 2023, alors que l'entreprise compte 2 663 salariés.
En août 2023, la société est rachetée par deux fonds d'investissement, Francisco Partners (en) et TPG Capital, pour 6,5 milliards de dollars,.

## Prix et reconnaissances
- Nommée à San Francisco Business Times Meilleurs Lieux de Travail en 2012 et 2013 et "Tech and Innovation Company of the Year" en 2013[27],[28]
- Une des 100 meilleures entreprises privées "OnDemand" de 2013[29]
- 2010 THINKstrategies " Best of SaaS Showplace[30]
- Top 20 des Fournisseurs d'Infrastructures Cloud les plus cools(2010, CRN)[31]
- 10 IT Management Start-Ups to Watch (2008, NetworkWorld))[32]